# Zumwalt-klassen
Zumwalt-klassen er en destroyerklasse benyttet af United States Navy. Skibet er designet som et alsidigt skib, men har fokus på ildstøtteopgaver til landoperationer. Skibets andre opgaver er traditionel søkrig og luftforsvar. I konceptfasen af klassens design ønskede den amerikanske kongres, at klassen skulle erstatte slagskibene af Iowa-klassen som flådens primære ildstøtteenheder. Skibet er derfor opbygget omkring de to avancerede 155 mm kanoner, deres magasiner og den unikke LRLAP (Long Range Land Attack Projectile) ammunition. Anskaffelsen af LRLAP-projektiler blev dog aflyst, hvorved den planlagte ildstøtte ikke kunne lade sig gøre. Derfor er US Navy i færd med at omdanne skibene til at fokusere på traditionel søkrigsførelse.
Klassens unikke udseende kommer som et resultat af behovet for et lavt radartværsnit (RCS). Zumwalt-klassen har en bølgegennembrydende skrog der er benævnt "Thumblehome-skrog", som skråner indad over vandlinjen, hvilket reducerer RCS betydeligt frem for et traditionelt skrog. Klassens skrogform er blevet sammenlignet med den historiske USS Monitor, selvom det mere ligner CSS Virginia, Monitors berømte modstander.
Klassen har et integreret strømsystem som fra turbogeneratorerne kan forsyne det elektriske fremdrivningssystem, våbensystemer, skibets computersystemer,  automatiske brandbekæmpelsessystemer og rørlækstopningssystem. Klassen er designet til et højt niveau at automatisering, hvorfor det behøver væsentligt færre besætningsmedlemmer og løbende udgifter i brug i forhold til lignende amerikanske krigsskibe.
Oprindeligt var der planlagt 32 skibe og man havde afsat 9,6 mia amerikanske dollar til udviklingen af disse skibe med omkostningerne fordelt ud på alle 32 skibe. Efterhånden som budgetoverskridelserne blev større, skar man i antallet af skibe, først til 24, så til 7 og til sidst endte man på 3 skibe, hvorfor prisen per skib blev 4,24 mia amerikanske dollar i rene produktionsomkostninger og dermed blev væsentlig dyrere per styk end atomubådene af Virginia-klassen på 2,69 mia USD. I april 2016 var de samlede udviklings- og produktionsomkostninger på 22,5 milliarder amerikanske dollar, hvilket giver en pris på 7,5 milliarder dollar per skib.

## Strøm og fremdrift
Hver enhed i klassen er udstyret med fire gasturbiner. Heraf er de to hovedturbiner af typen Rolls-Royce MT 30, hver med effekt på 35 MW samt to hjælpeturbiner, også Rolls-Royce, hver med cirka 4 MW effekt. Til fremdrift bliver skibenes to skruer drejet af to trefasede asynkronmotorer. På denne måde har klassen et komplet elektrisk fremdrivningssystem og alle skibets komponenter får strøm fra det samme omfattende strømnet.

## Skibe i klassen
I april 2006 annoncerede US Navy, at man havde til hensigt at navngive det første skib i klassen "Zumwalt" efter den tidligere flådechef, Admiral Elmo R. "Bud" Zumwalt Jr. Skibets pennantnummer ville blive 1000, hvorved man ikke ville fortsætte den nummerrækkefølge man benytter i flådens anden destroyerklasse, Arleigh Burke-klassen. Man ville derimod genoptage rækkefølgen benyttet til Spruance-klassen, som også blev benyttet til ildstøtte frem til deres udfasning.
Den 29. oktober 2008 offentliggjorde US Navy navnet på det andet skib i klassen, USS Michael Monsoor, som blev navngivet efter Petty Officer 2 class Michael Monsoor, den kun anden Navy SEAL som modtog Medal of Honor i krigen mod terrorisme.
Den 16. april 2012, offentliggjorde den amerikanske flådeminister Ray Mabus at DDG-1002 ville bære navnet Lyndon B. Johnson, en tidligere flådeofficer og amerikansk præsident.
| Pnt.     | Navn              | Kølen lagt        | Søsat            | Indgået          | Navngivet af                              | Skæbne             | Kaldesignal |
| -------- | ----------------- | ----------------- | ---------------- | ---------------- | ----------------------------------------- | ------------------ | ----------- |
| DDG-1000 | Zumwalt           | 17. november 2011 | 28. oktober 2013 | 15. oktober 2016 | Ann Zumwalt og Mouzetta Zumwalt-Weathers  | I tjeneste         | -           |
| DDG-1001 | Michael Monsoor   | 23. maj 2013      | 21. juni 2016    | 26. januar 2019  | Sally Monsoor                             | I tjeneste         | -           |
| DDG-1002 | Lyndon B. Johnson | 25. februar 2003  | 9. december 2018 | forventet 2019   | Lynda Johnson Robb og Luci Baines Johnson | Under konstruktion | -           |